# Едей (Нюрбинский район)
Еде́й (якут. Үөдэй) — село в Нюрбинском районе Республики Саха (Якутия) России. Административный центр и единственный населённый пункт Едейского наслега.

## География
Село находится в западной части Якутии, в пределах восточной части Верхневилюйского плато, на расстоянии 77 км от города Нюрба, административного центра района.
Климат
Климат характеризуется как резко континентальный, с продолжительной морозной зимой и жарким летом. Абсолютный минимум температуры воздуха самого холодного месяца (января) составляет −61 °C; абсолютный максимум самого тёплого месяца (июля) — 40 °C. Среднегодовое количество атмосферных осадков составляет 260—280 мм. Снежный покров держится в течение 210—225 дней в году.

## История
Согласно Закону Республики Саха (Якутия) от 30 ноября 2004 года N 173-З N 353-III село возглавило образованное муниципальное образование Едейский наслег.

## Население
| 2002 | 2010 | 2012 | 2013 | 2014 | 2015 | 2016 | 2017 | 2018 | 2019 | 2020 |
| ---- | ---- | ---- | ---- | ---- | ---- | ---- | ---- | ---- | ---- | ---- |
| 192  | ↘190 | ↘181 | ↗191 | →191 | ↘188 | ↗192 | ↘188 | ↘181 | ↘176 | →176 |
| 2021 |      |      |      |      |      |      |      |      |      |      |
| ↗186 |      |      |      |      |      |      |      |      |      |      |

Гендерный состав
По данным Всероссийской переписи населения 2010 года в гендерной структуре населения из 190 человек мужчины 107 (56,3 %), женщин — 83 (43,7 %).
Национальный состав
Согласно результатам переписи 2002 года, в национальной структуре населения якуты составляли 86 % из 192 чел.

## Улицы
- ул. Данилова,
- ул. Лесная,
- пер. Лесной,
- ул. Новая,
- ул. Центральная.

## Инфраструктура
В селе действуют основная общеобразовательная школа, детсад, фельдшерский пункт, культурный центр «Урдэл» и библиотека.

## Транспорт
Через село проходит автомобильная дорога А-331 «Вилюй».